# Герлах I (Насау)
Герлах I фон Насау-Висбаден (на немски: Gerlach I von Nassau, * ок. 1285; † 7 януари 1361) от Валрамската линия на Дом Насау, е от 1305 до 1344 г. граф на Насау-Висбаден, Идщайн и Вайлбург, от 1326 г. във Вайлнау и до 1361 г. граф на Насау-Зоненберг. През 1344 г. той абдикира.

## Живот
Той е вторият син на император Адолф от Насау (1250 – 1298), граф на Насау, римско-немски крал на Германия, и съпругата му Имагина фон Изенбург-Лимбург (1255 – 1318), дъщеря на Герлах I фон Лимбург от род Изенбург-Лимбург. Сестра му Мехтхилд (1280 – 1323) се омъжва през 1294 г. за пфалцграф Рудолф I от Пфалц
Герлах I последва по-големия си брат Рупрехт VI (* пр. 1280, † 2 ноември 1304) след ранната му смърт през 1305 г. като граф на Насау и резидира от замък Зоненберг при Висбаден. Той се споразумява с противниците на баща си, увеличава собствеността си. През 1309 г. Герлах I мести трупа на баща си в катедралата на Шпайер.
Той е близък с Люксембургите и Хайнрих VII. През 1310 г. придружава сина му Ян Люксембургски в Прага, по-късно крал на Бохемия. През 1312 г. придружава Хайнрих VII за коронизацията му в Италия.
През 1322 г. Герлах I признава император Лудвиг IV и става фогт. През 1338 г. император Лудвиг го посещава в резиденцията му замък Зоненберг. През 1344 г. той се отказва от управлението в полза на синовете си Адолф и Йохан, остава обаче господар на Зоненберг. Привърженик е на Карл IV и е в неговата свита. През 1338 г. той е императорски пратеник при папата в Авиньон.
През 1355 г. Валрамските владения са разделени на Насау-Висбаден-Идщайн (на сина му Адолф от първия брак), Насау-Вайлбург (на сина му Йохан от първия брак) и Насау-Зоненберг (на сина му Крафт от втория брак). Понеже Крафт пада убит следващата година в Битката при Поатие го последва най-малкият син Рупрехт като граф на Насау-Зоненберг.

## Фамилия
Първи брак: на 24 декември 1306 г. и между 12 януари/18 май 1307 г. в Мюнхен с Агнес фон Хесен (* ок. 1292, Марбург; † 13 януари 1332), дъщеря на Хайнрих Млади (1264 – 1298), ландграф на Ландграфство Хесен, и Агнес Баварска (1276 – 1345), сестра на император Лудвиг Баварски (1282 – 1347). Тя умира на 13 януари 1332 г. Те имат децата:
- Адолф I (* ок. декември 1307; † 17 януари 1370), граф на Насау-Висбаден-Идщайн (1344 – 1370), женен 1332 г. за Маргарета фон Нюрнберг († 1392)
- Йохан I (* 1309; † 20 септември 1371), граф на Насау-Вайлбург (1344 – 1371), женен I. 1333 г. за Гертруд фон Меренберг († 1350), II. 1353 г. за Йохана фон Саарбрюкен († 1381)
- Герлах фон Насау (* 1322; † 12 февруари 1371), архиепископ на Майнц (1346 – 1371)
- Аделхайд (* ок. 1311; † 8 август 1344), омъжена на 16 май 1326 г. в Ханау за Улрих III фон Ханау († 1370)
- Агнес фон Насау (* ок. 1314; † сл. 16 май 1355), монахиня в манастир Кларентал
- Елизабет (* ок. 1326; † сл. 1370), омъжена пр. 16 август 1326 г. за Лудвиг фон Хоенлое († 1356)
- Мария (* ок. 1324; † 1366), омъжена пр. 1336 г. за Конрад VI († 1366), господар на Вайнсберг-Бройберг

Втори брак: преди 4 януари 1337 г. с Ирменгард фон Хоенлое-Вайкерсхайм († януари 1371), вдовица на Конрад III, бургграф на Нюрнберг, дъщеря на Крафт II фон Хоенлое и съпругата му Аделхайд фон Вюртемберг († 11 май 1372). Те имат децата:
- Крафт (сл. 1333 – 1356), граф на Насау-Зоненберг (1355 – 1356), убит в Битката при Поатие (Франция)
- Рупрехт VII (ок. 1340 – 1390), граф на Насау-Зоненберг (1356 – 1390), женен 1362 г. за Анна фон Насау-Хадамар († 21 януари 1404)

Вдовицата му Ирменгард фон Хоенлое-Вайкерсхайм става доминикантка в манастир Либенау при Вормс и умира като светиня.